# Ralliement de la Polynésie française à la France libre
Le ralliement de Polynésie française à la France libre est acté officiellement le 2 septembre 1940 en répondant à l'appel du 18 Juin lancé par le général de Gaulle. Initié par le conseil des établissements français d'Océanie, une consultation de la population par référendum est organisé le 30 août 1940 avec une quasi-unamité pour rejoindre la Résistance extérieure.

## Contexte
Depuis l'armistice du 22 juin 1940 et l'occupation partielle de la France métropolitaine par les Allemands, l'empire colonial français reste sous le contrôle du gouvernement de Vichy.
Aux Nouvelles-Hébrides, le commissaire-résident Henri Sautot dénonce, dès le 25 juin, « la trahison du gouvernement du maréchal Pétain » ; il réunit les colons, le 20 juillet 1940 et, ensemble, ils décident le ralliement à de Gaulle,.
Dans les Établissements français de l’Océanie, un « comité des Français d'Océanie» de tendance pétainiste organise l'administration mais minoritaire face à un « comité de la France libre » qui se constitue officiellement le 27 août, rassemblant des personnalités locales et quelques fonctionnaires expatriés, dont le médecin militaire de Curton. Le gouverneur Chastenet de Géry  est partagé entre les ordres reçu du gouvernement français de rompre avec la Grande-Bretagne et la nécessité économique de conserver ses liens avec l'Australie et la Nouvelle-Zélande dont le territoire dépend. Il entretient toujours une correspondance avec le consul général Edmunds entre le 29 juin et le 24 juillet. Le maire de Papeete fait voter une motion pour le ralliement à la France libre et les chefs des îles Sous-le-Vent sont unanimes.
Sous la pression des pétainistes, une loi est promulguée le 21 août dans une certaine précipitation contre les sociétés secrètes, adopté en France le 13 août. La crise économique se durcit a Tahiti depuis l'arrêt du commerce avec les dominions anglais et le doyen d'âge du conseil des EFO obtient du gouverneur après une consultation des chefs de service l'organisation d'une consultation de la population par plébiscite sur le ralliement de Tahiti à la France Libre.
Le référendum se tient le 30 août et le 1er septembre et le registre est ouvert à toute la population de Tahiti et Moorea, y compris les femmes. À la question « Devons-nous continuer la lutte comme nous y invite le général de Gaulle ? » 5564 voix s'exprime pour face à  18 voix contre. Le gouverneur de Chastenet de Géry modère ce résultat dans un courrier adressé au consul britannique indiquant une faible représentativité sur les 22 000 habitants des deux îles, voire 45 000 sur l'ensemble du territoire. Cherchant à organiser une consultation plus générale, la foule se presse devant la résidence du gouverneur et un groupe de volontaires dirigé par M. Davio prend possession à 14 heures du siège de l'administration et installe un gouvernement provisoire. Le 10 septembre, l'intendant militaire Edmond Mansard est nommé par de Gaulle  gouverneur , cette décision ne convient pas à de Curton et Marcel Sénac, administrateur des îles Tuamotou. Ils tentent un putsch le 18 septembre mais sont finalement arrêtés puis libérés aussitôt ayant été les initiateurs du ralliement.
C'est en septembre que la Nouvelle-Calédonie se rallie également à la France libre avec dans la nuit du 18 au 19 septembre 1940, des centaines de broussards descendent à Nouméa pour que la colonie se rallie à la France Libre et le débarquement du gouverneur Henri Sautot s'installant au bureau du Gouverneur à la place du colonel Denis.
En novembre, l'intendant Mansard qui avait une santé précaire laisse son poste et ce sera de Curton qui prend la tête de la Polynésie. Trois titulaires se succèdent comme gouverneurs de septembre 1940 jusqu'à l'arrivée de Georges Orselli en novembre 1941, ce qui traduit des tensions au sein du Comité. Le Bataillon du Pacifique est réactivé dans le cadre de la France libre.